# Stanley Ridges
Stanley Ridges (17 de julio de 1890 – 22 de abril de 1951) fue un actor teatral y cinematográfico de origen británico, cuya carrera artística transcurrió en los Estados Unidos.

## Biografía
Nacido en Southampton, Inglaterra, Stanley Ridges fue un protegido de Beatrice Lillie, una estrella del teatro musical. Tras pasar unos años aprendiendo el oficio sobre las tablas, decidió finalmente emigrar a los Estados Unidos. Allí, Ridges actuó en sus comienzos como cantante y bailarín en el circuito de Broadway, en Nueva York, aunque después se dedicó a los papeles dramáticos, actuando en obras como Mary of Scotland, de Maxwell Anderson (como Lord Morton) y Valley Forge (como el Teniente Coronel Lucifer Tench), llegando a ser un primer actor romántico.
El debut de Ridges en el cine mudo tuvo lugar con Success (1923). Con su excelente dicción y su buena voz, superó con facilidad la transición al cine sonoro, despegando su carrera a los 43 años de edad con Crime Without Passion (1934), con Claude Rains. Ridges se especializó como actor de carácter, poniendo su cabello gris fin a su época como primer actor. Quizás sus actuaciones más recordadas fueron dos personajes en una misma película, el Profesor Kingsley y Red Cannon en el thriller Black Friday (1940).
Ridges a menudo hizo papeles de reparto en muchos filmes clásicos, y fue protagonista una única vez, en la película de serie B False Faces (1943).
Entre los otros papeles de Ridges figuran un inspector de Scotland Yard en el film interpretado por Charles Laughton The Suspect (1944), el Mayor Buxton en la cinta de Gary Cooper Sergeant York (1942), el Profesor Siletsky en Ser o no ser (1942), y el doctor Cary T. Grayson en Wilson (1944).
En 1950 empezó a actuar en televisión, trabajando en producciones de antología como Studio One y Philco Television Playhouse. Su última película, la comedia de Ginger Rogers The Groom Wore Spurs, se estrenó un mes antes de fallecer.
Stanley Ridges falleció en 1951 en Westbrook, Connecticut, a los 60 años de edad. Sus restos fueron incinerados, y las cenizas entregadas a sus allegados.

## Papeles teatrales en el circuito de Broadway
- Mary of Scotland (1933)
- Valley Forge (1934)

## Filmografía seleccionada
- Success (1923)
- The Sign of the Cross (1932)
- Crime Without Passion (1934)
- The Scoundrel (1935)
- Winterset (1936)
- Sinner Take All (1936)
- Internes Can't Take Money (1937)
- Yellow Jack (1938)
- If I Were King (1938)
- The Mad Miss Manton (1938)
- They're Always Caught (1938)
- Let Us Live (1939)
- Silver on the Sage (1939)
- Unión Pacífico (1939)
- Each Dawn I Die (1939)
- I Stole a Million (1939)
- Dust Be My Destiny (1939)
- Espionage Agent (1939)
- Nick Carter, Master Detective (1939)
- Black Friday (1940)
- El lobo de mar (1941)
- Mr. District Attorney (1941)
- Sergeant York (1941)
- Murieron con las botas puestas (1941)
- Capricho de mujer (1942)
- Ser o no ser (1942)
- The Big Shot (1942)
- Eagle Squadron (1942)
- Eyes in the Night (1942)
- Tarzan Triumphs (1943)
- Air Force (1943)
- False Faces (1943)
- This is the Army (1943)
- The Story of Dr. Wassell (1944)
- Wilson (1944)
- The Master Race (1944)
- The Suspect (1944)
- God Is My Co-Pilot (1945)
- The Phantom Speaks (1945)
- Captain Eddie (1945)
- Because of Him (1946)
- Canyon Passage (1946)
- Mr. Ace (1946)
- Possessed (1947)
- An Act of Murder (1948)
- Streets of Laredo (1949)
- You're My Everything (1949)
- Task Force (1949)
- Paid in Full (1950)
- The File on Thelma Jordon (1950)
- No Way Out (1950)
- The Du Pont Story (1950)
- The Groom Wore Spurs (1951)